# رافیک آبگاریان
رافیک سورنی آبگاریان (ارمنی: Ռաֆիկ Սուրենի Աբգարյան؛ زادهٔ ۵ فوریهٔ ۱۹۴۸) یک  سیاستمدار اهل ارمنستان است که از تاریخ ۱۹۹۰ تا تاریخ ۱۹۹۵ سمت نمایندگی دوره اول شورای عالی جمهوری ارمنستان را برعهده داشت.

## زندگی‌نامه
در ۵ فوریهٔ ۱۹۴۸ ‏در ارمنستان به دنیا آمد و از دانشگاه دولتی ایروان فارغ‌التحصیل شد. 